# Особняк Молчанова и Савиной

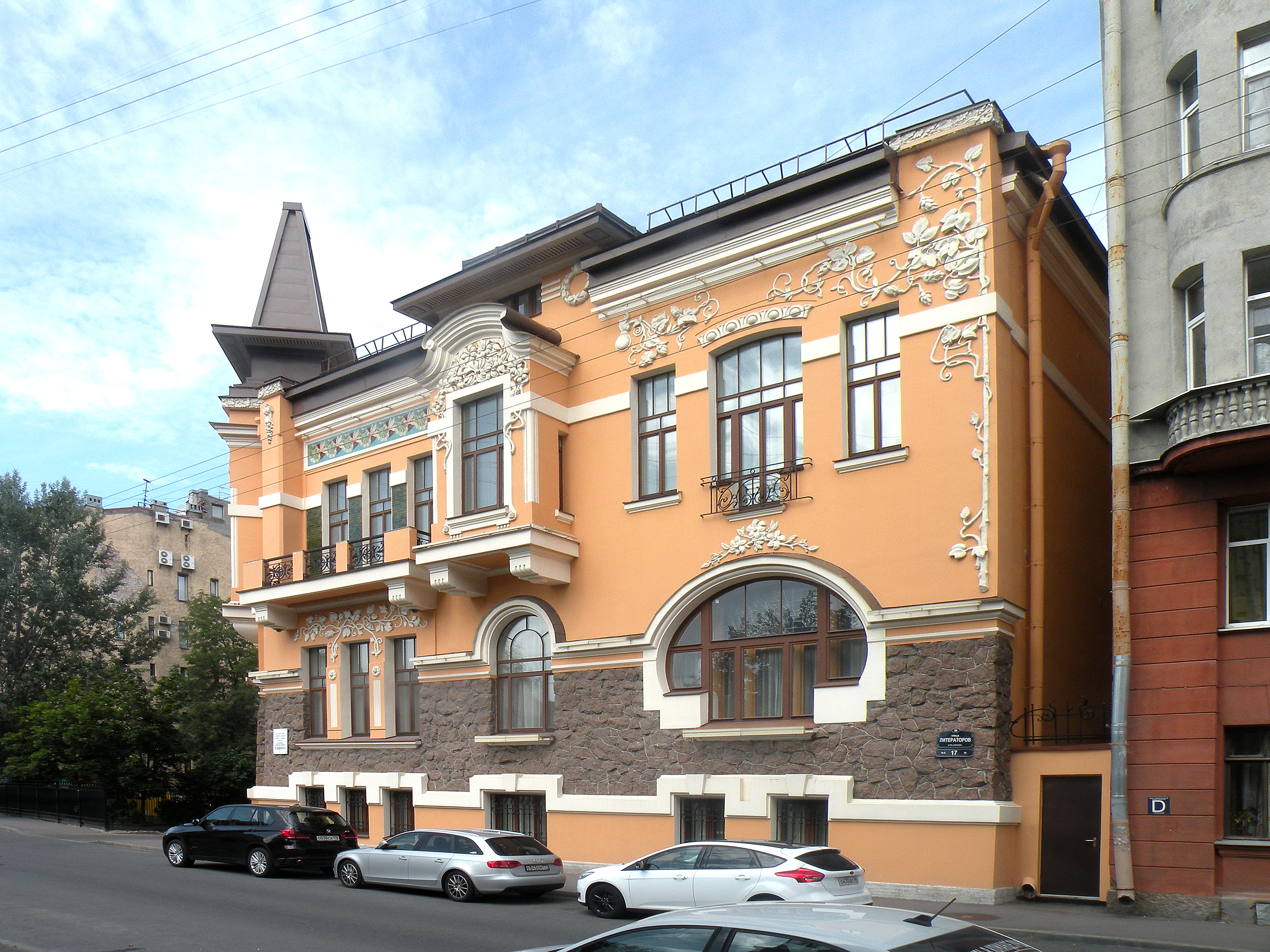
Фасад по улице Литераторов, 2019 г.

Особняк Молча́нова и Са́виной — особняк актрисы Марии Савиной, построенный в 1905—1906 году по заказу её супруга Анатолия Евграфовича Молчанова. Искусствоведы считают здание одним из лучших образцов модерна в Санкт-Петербурге. Расположен по адресу: улица Литераторов, дом 17.
Анатолий Молчанов приобрёл участок на Аптекарском острове в 1905 году, чтобы построить дом для своей супруги Марии Гавриловны. Разработать проект и возглавить Молчанов пригласил архитектора Михаила Гейслера. Он создал сложное в плане, асимметричное здание с выразительными фасадами, окнами разнообразных форм, обильной лепниной и ажурными решётками, контрастными цветами и фактурами. Лепнину фасадов выполнила фирма мастера Чахотина: разнообразные извилистые лианы, цветы и розетки окружают оконные проёмы, оформляют углы и карниз. Интересно оформление стен первого этажа рустовкой под грубый камень, контрастирующее с разноцветными панно из майолики. Керамическое панно с изображением цикламен украшает балкон второго этажа. Угловую часть здания Гейслер выделил эркером с высоким шатром, на котором разместились инициалы заказчика — АЕ. За домом в глубине участка были построены служебные флигели и разбит сад.
Внутренние помещения также оформил и распланировал Гейслер. На первом этаже были устроены библиотека, кабинет, столовая и отдельная комната для театральных костюмов, а на втором — гримёрная, гардеробная, жилые помещения. В столовой стены обшили деревянными панелями, потолок украсили кессонами и лепниной, расставили изразцовые печи. В интерьерах важное место занимали витражи, сделанные на заказ и посвящённые театральным ролям хозяйки. Например, в композиции «Набег викингов» похищенная девушка предположительно «списана» с хозяйки особняка. Парадную лестницу вестибюля украшает массивное трёхчастное панно, посвящённое драматургическим героям и служению искусству.
Молчанов и Савина переехали в новый дом в 1907 году. Их гостями в дальнейшие годы были ведущие деятели искусства своего времени: Анатолий Кони, Николай Фигнер, Юрий Юрьев и многие другие. Актриса скончалась в своём доме 8 сентября 1915 года. В 1918 году Молчанов открыл в особняке музей Савиной, проработавший до 1925 года. Тогда музей закрыли, особняк передали под конторы и коммунальное жильё, для чего перепланировали многие помещения. Отделка парадного входа и многих других интерьеров была утрачена.